# Немирівська чоловіча гімназія
Неми́рівська чолові́ча гімна́зія — навчальний заклад 19 — початку 20 століття у місті Немирів (колись Подільської губернії, нині Вінницької області).

## Історія
Немирівська гімназія веде відлік від 1785 року, коли в Немирові було створено училище для 12 хлопчиків. 1799 року тут уже навчалося 359 учнів. Заснував училище граф Вінцентій Потоцький для дітей бідних шляхтичів.
У 1838 році камергер «височайшого двору» граф Болеслав Потоцький запропонував Міністерству народної освіти реорганізувати дворянське училище в гімназію і обов'язково щорічно виплачувати необхідні для її утримання кошти, а також побудувати нову будівлю гімназії. 16 квітня 1838 року замість дворянського училища в Немирові було заснована гімназія, і святково відкрита 7 серпня того ж року. Кількість учнів сягнула 450.
Перший почесним опікуном гімназії обрали графа Б. Потоцького, а з 1867 року — його зятя графа Г. С. Строганова.
У другій половині 19 століття в Немирові відкрили жіночу гімназію, народне училище, школу грамоти для дітей. Ці заклади розмістилися в новому корпусі, побудованому поруч із корпусом чоловічої гімназії.
Із гімназією тісно пов'язані імена видатних діячів російської, української та польської культури 19 століття. Тут у 1855—1859 роках викладав географію український етнограф і фольклорист Опанас Маркович, у 1845—1848 роках малювання викладав художник Іван Сошенко, у 1844—1852 філолог М. К. Чалий, у 1866—1876 І. І. Ничипоренко.
1957 року в педагогічному училищі, розташованому в корпусі колишньої чоловічої гімназії, було відкрито літературно-меморіальний музей письменниці Марка Вовчка (вона жила в Немирові в 1850-х роках).

## Випускники
- Зновицький Йосип Йосипович — новоушицький повітовий комісар УНР
- У 1861—1865 роках у гімназії навчався письменник Григорій Мачтет.
- У 1915—1920 роках тут навчався український письменник Микола Трублаїні (справжнє прізвище — Трублаєвський).

## Архітектура
Корпус чоловічої гімназії (1838 рік) — це двоповерхова цегляна споруда в дусі практичної казенної архітектури пізнього класицизму. Архітектор — професор механіки й архітектури Київського університету Франц Мєхович.
Будинок зберігся до наших днів із деякими змінами. На його головному фасаді встановлено меморіальні дошки Миколі Трублаїні, Опанасу Марковичу, Іванові Сошенку, Григорієві Мачтету.